# روبرت إم. دبليو. ديكسون
روبرت إم. دبليو. ديكسون (بالإنجليزية: R. M. W. Dixon)‏ هو لغوي أسترالي، ولد في 25 يناير 1939 في غلوستر في المملكة المتحدة.